# Кейно, Кипчоге
Кипчоге Эзекия (Кип) Кейно (англ. Kipchoge Hezekieh Keino; 17 января 1940, Кипсамо, Рифт-Валли, Кения) — кенийский легкоатлет (бег на средние и длинные дистанции), чемпион и серебряный призёр летних Олимпийских игр 1968 (бег на 1500 м, бег на 5000 м), чемпион и серебряный призёр летних Олимпийских игр 1972 (бег на 3000 м с препятствиями, бег на 1500 м).
В настоящее время является президентом олимпийского комитета Кении. На 123-й сессии МОК было принято решение о награждении Кейно Олимпийским орденом.
Член МОК в 2000—2010 годах, почётный член МОК с 2010 года. В Элдорете именем Кейно назван многофункциональный стадион Кейно Кипчоге вместимостью 10 000 человек.